# Plan de Ayala, Jalisco
Plan de Ayala är en ort i Mexiko.   Den ligger i kommunen Tomatlán och delstaten Jalisco, i den sydvästra delen av landet, 700 km väster om huvudstaden Mexico City. Plan de Ayala ligger 36 meter över havet och antalet invånare är 207.
Terrängen runt Plan de Ayala är platt söderut, men norrut är den kuperad. Terrängen runt Plan de Ayala sluttar söderut. Runt Plan de Ayala är det glesbefolkat, med 11 invånare per kvadratkilometer. Närmaste större samhälle är Tomatlán, 15,0 km öster om Plan de Ayala. Omgivningarna runt Plan de Ayala är en mosaik av jordbruksmark och naturlig växtlighet.